# بمب چندمنظوره

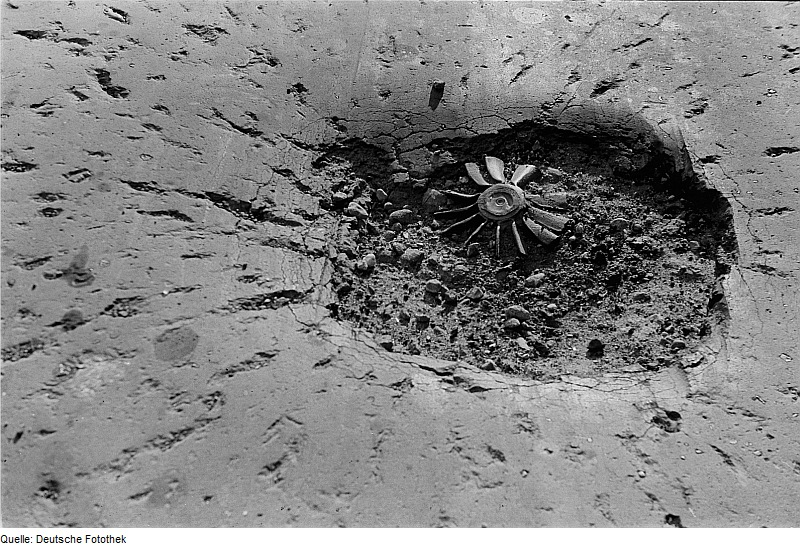
ویندراد، یک بمب کالیبر پایین (تقریباً ۱۰ تا ۱۲ کیلوگرم) پس از بمباران سیزدهم و چهاردهم فوریهٔ ۱۹۴۵ درسدن

بمب چندمنظوره بمبی هوایی است که برای پرتاب از هواگرد ساخته شده و از راه انفجار، نفوذ و ترکش اثر تخریبی دارد. این بمب‌ها علیه نیروهای پیاده، خودروها و ساختمان‌های دشمن، مورد کاربری هستند.

## ویژگی‌ها
بمب‌های چندمنظوره دارای پوشش فلزی کلفتی هستند که با مواد منفجره (معمولاً تی ان تی، کامپوزیشن ب، یا تریتونال در خدمت نیروهای ناتو و ایالات متحدهٔ آمریکا) پر شده‌اند. این مواد منفجره ۳۰ تا ۴۰ درصد از وزن کل بمب را تشکیل می‌دهند. به این نوع بمب، بمب ترکشی نیز می‌گویند. بمب‌های چندمنظوره معمولاً به‌وسیلهٔ جنگنده-بمب‌افکن‌ها و جنگنده‌های زمینی به‌کار می‌روند، زیرا دارای کاربردهای گوناگون تاکتیکی بوده و نسبتاً ارزان هستند.
بمب‌های چندمنظوره اغلب به وسیلهٔ وزنشان شناسایی می‌شوند (مثلاً پانصد پوندی یا دویست و پنجاه کیلوگرمی). در بسیاری از موارد این نوع نامگذاری از روی وزن، فقط یک نامگذاری اسمی است یا وزن کالیبر می‌باشد و وزن واقعی آن بسته به تجهیزات بیش پسار، فیوز و سیستم هدایت‌کنندهٔ آن دارد؛ مثلاً بمب آمریکایی ام۱۱۷ دارای وزن اسمی ۷۵۰ پوند (۳۴۰ کیلوگرم) می‌باشد، در صورتی که وزن واقعی آن ۸۲۰ پوند (۳۷۴ کیلوگرم) است.
بیشتر بمب‌های چندمنظوره‌ای که برای پرتاب با هواگرد ساخته می‌شوند به گونه‌ای طراحی می‌شوند که کمترین نیروی پسار را برای هواگرد حمل‌کنندهٔ آن ایجاد می‌نمایند.

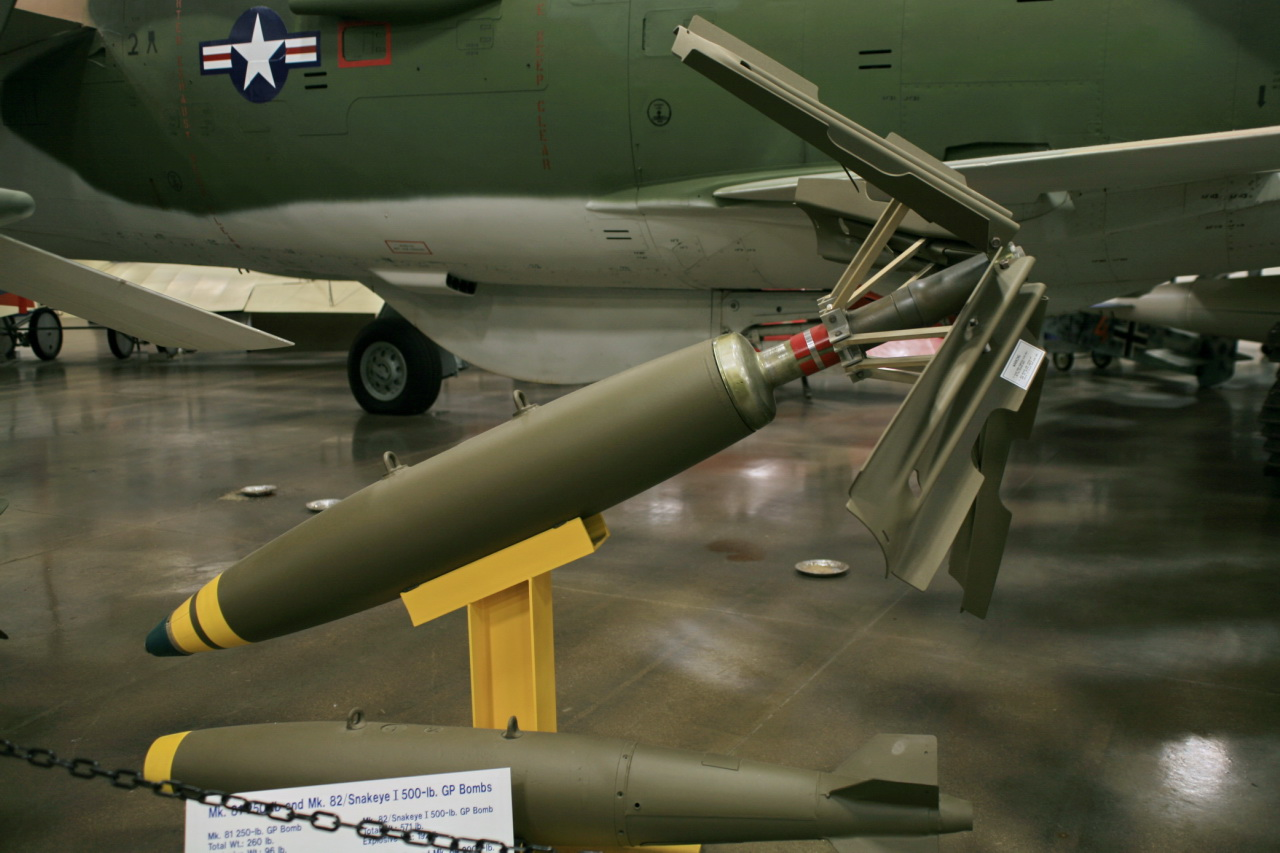
بمب ام‌کی۸۲ اسنیک آی با دُم بیش‌پسار و با رنگ معمول خود در موزه

در حملاتی که در ارتفاع پایین انجام می‌گیرد این خطر وجود دارد که هواگرد در اثر انفجار بمب خود آسیب ببیند. برای برطرف نمودن این مشکل، بمب‌های چندمنظوره اغلب مجهز به چتر یا دُم بیش‌پسار می‌شوند تا سرعت فرود بمب کاهش پیدا کرده و هواگرد، زمانی کافی برای فرار از محل انفجار داشته باشد.
بمب‌های چندمنظوره می‌توانند با انواع فیوزها و دم‌ها برای کاربردهای مختلف مجهز شوند. یکی از نمونه‌های بارز این فیوزها، فیوز دیزی کاتر است که آمریکایی‌ها در جنگ ویتنام به کار بردند. این فیوز سبب می‌شد به جای این که بمب در زمین و گل و لای فرورود و از تأثیرش کاسته شود، با کوچک‌ترین تماس (حتی با تماس با یک برگ) منفجر گردد.
بمب‌های چندمنظوره اغلب به عنوان کلاهک جنگی بمب‌های هدایت‌شوندهٔ پیچیده‌تر به کار می‌روند. افزودن انواع گوناگون جستجوگرها و تیغه‌های کنترل الکتریکی به آن، یک بمب آهنی معمولی را به یک بمب هدایت لیزری (مانند سری بمب‌های آمریکایی پیووی) یا بمب‌های هدایت شونده با چشم الکترونیک، یا مورد اخیرتر بمب‌های هدایت‌شونده با جی‌پی‌اس (مانند بمب آمریکایی مهمات تهاجم مستقیم مشترک). این ترکیب ارزان‌تر از یک موشک هدایت‌شونده است و می‌تواند به آسانی ارتقاء داده شده یا به خدمت گرفته شود.

## بمب‌های چندمنظورهٔ مدرن

### بمب‌های چندمنظورهٔ مدرن آمریکایی: سری مارک ۸۰

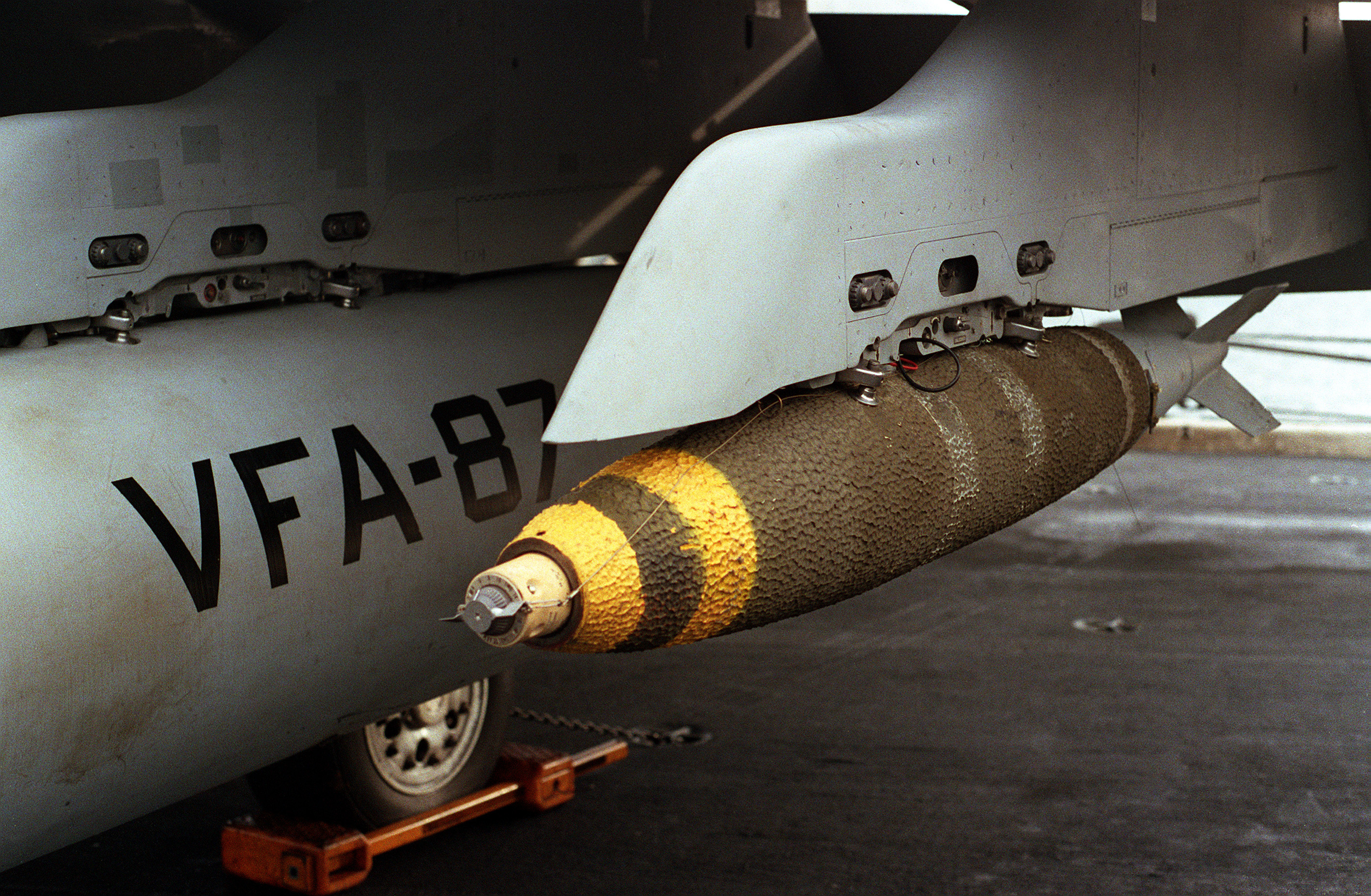
بمب ام‌کی۸۲

در خلال جنگ کره و جنگ ویتنام ایالات متحده طرح‌های قدیمی‌تر مانند ام۱۱۷ و ام۱۱۸ را به کار می‌برد که دارای مواد منفجره بیشتری (تقریباً ۶۵٪ از کل وزن) نسبت به بمب‌های کنونی بودند. گرچه بسیاری از این‌گونه سلاح‌ها در زرادخانهُ ایالات متحده باقی‌مانده‌اند، ولی کاربرد آن‌ها امروزه بسیار کم است و بمب ام۱۱۷ بیشتر به‌وسیلهُ بی-۵۲ استراتوفورترس حمل می‌شود.
مهم‌ترین بمب‌های چندمنظورهٔ آمریکایی بمب‌های سری مارک ۸۰ هستند. این رده از بمب‌ها دارای شکلی هستند که به شکل آئرو۱اِی معروف است که توسط اد هاینمن در سال ۱۹۴۶ طراحی شدند. نسبت طول به شعاع آن هشت بر یک و کمترین پسار را برای هواگرد حمل‌کنندهٔ آن ایجاد می‌کند. سری مارک ۸۰ تا جنگ ویتنام به‌کار نرفت، ولی از آن زمان به بعد این سری بمب‌ها جایگزین بمب‌های چندمنظورهٔ دیگری شدند. بمب‌های سری مارک ۸۰ دارای چهار نوع مختلف است:
- ام‌کی۸۱ با وزن اسمی ۲۵۰ پوند (۱۱۳ کیلوگرم)
- ام‌کی۸۲ با وزن اسمی ۵۰۰ پوند (۲۲۷ کیلوگرم)
- ام‌کی۸۳ با وزن اسمی ۱۰۰۰ پوند (۴۵۴ کیلوگرم)
- ام‌کی ۸۴ با وزن اسمی ۲۰۰۰ پوند (۹۰۷ کیلوگرم)

جنگ ویتنام نشان داد که بمب ام‌کی۸۱ کارایی کافی ندارد و از خدمت در ایالات متحده خارج شد، ولی اخیراً انواع هدایت‌شوندهٔ ام‌کی۸۱ به‌علت قدرت تخریب کمتر پس از سال ۲۰۰۳ در عراق به‌کار گرفته شد، زیرا در عراق نیاز بود تا از تلفات جانبی به نیروهای خودی و غیرنظامیان جلوگیری شود و مثلاً برای یک ساختمان کوچک در یک منطقهٔ پرجمعیت به‌کار می‌رفت.
از زمان جنگ ویتنام، سپاه تفنگداران دریایی ایالات متحده و نیروی دریایی ایالات متحده بمب‌های چندمنظورهٔ خود را مجهز به پوشش ضدآتش نمودند که در صورت آتش گرفتن کشتی هرگونه انفجار تصادفی را به تأخیر بیندازد. این پوشش در نیروی هوایی ایالات متحده به‌کار نمی‌رود، زیرا سی پوند (چهارده کیلوگرم) به وزن سلاح می‌افزاید.
همهٔ بمب‌های سری ام‌کی۸۰ دارای جایگاه فیوز بر روی دماغه و دم هستند و قابلیت نصب انواع فیوزها را دارند. بدنهٔ سری‌های ام‌کی۸۰ برای سلاح‌های زیر به‌کار می‌رود:
- بی‌دی‌یو-۵۰ نوع تمرینی (غیرانفجاری) بدنهٔ بمب ام‌کی۸۲
- بی‌دی‌یو-۵۶ نوع تمرینی (غیرانفجاری) بدنهٔ بمب مارک۸۴

### نسخه‌های هوشمند
بمب‌های غیرهوشمند ام‌کی۸۰ می‌توانند با افزوده شدن قطعاتی تبدیل به بمب‌های هوشمند زیر شوند:
- جی‌بی‌یو-۱۲دی پیووی۲ (ام‌کی۸۲) هدایت لیزری
- جی‌بی‌یو-۱۶بی پیووی۲ (ام‌کی۸۳) هدایت لیزری
- جی‌بی‌یو-۲۴بی پیووی۳ (مارک ۸۴) هدایت لیزری
- جی‌بی‌یو-۳۸ جی‌دم (ام‌کی۸۲) هدایت با جی‌پی‌اس
- جی‌بی‌یو-۳۲ جی‌دم (ام‌کی۸۳) هدایت با جی‌پی‌اس
- جی‌بی‌یو-۳۱ جی‌دم (ام‌کی۸۴) هدایت با جی‌پی‌اس
- جی‌بی‌یو-اکس، یک بمب چندمنظورهٔ جدید در حال توسعه[۱][۲][۳][۴][۵][۶]

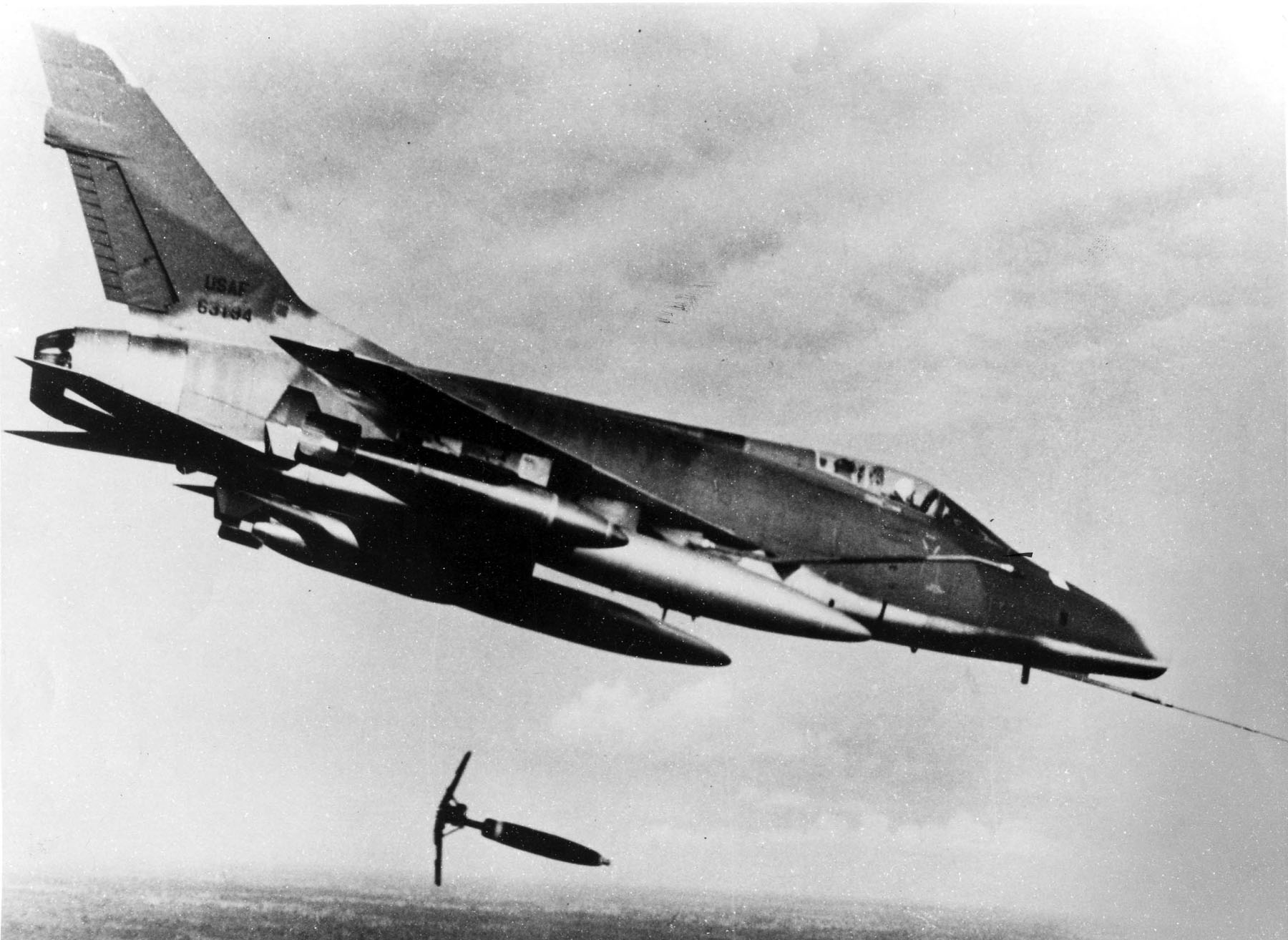
پرتاب یک بمب اسنیک‌آی از یک بمب‌افکن اف۱۰۰دی

- پرتاب یک بمب اسنیک‌آی از یک بمب‌افکن اف۱۰۰دی

نسخه‌های بیش‌پسار سری مارک۸۰
- ام‌کی۸۲ اسنیک‌آی با دم بیش‌پسار
- ام‌کی۸۲ بیش‌پسار با چتر
- ام‌کی۸۳ بیش‌پسار با چتر
- ام‌کی۸۴ بیش‌پسار با چتر

### بمب‌های چندمنظورهٔ شوروی/روسیه

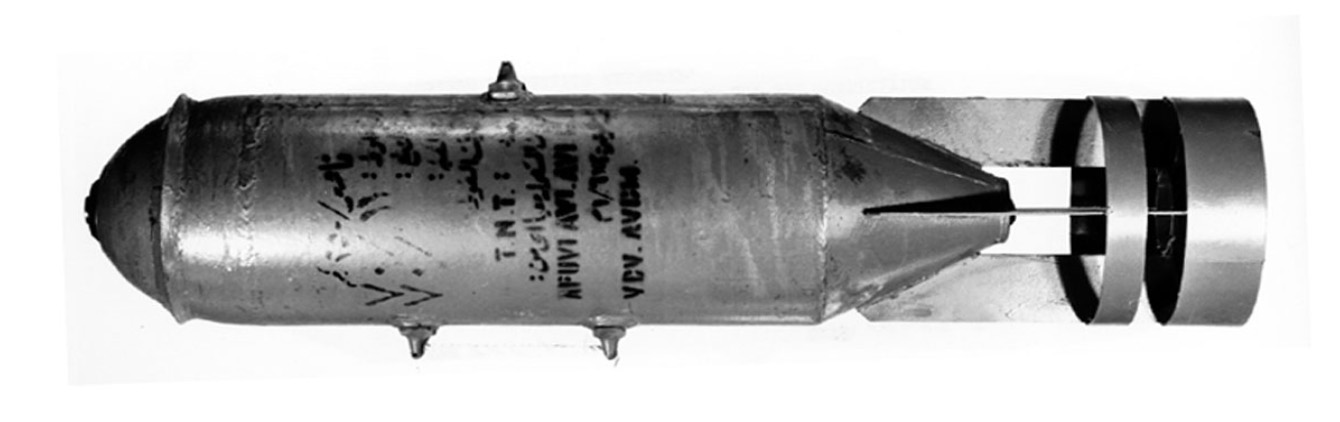
بمب فاب-۲۵۰ ساخته شده در سال ۱۹۴۶

اصطلاح روسی برای بمب‌های چندمنظوره عبارت فوگاسنویه آویابامبی (Фугасные авиабомбы (ФАБ است که کوتاه‌شدهٔ آن فاب می‌باشد. سرواژهٔ فاب، پیش از وزن اسمی بمب به‌کار می‌رود. بیشتر بمب‌های آهنی روسی دارای دم‌های دایره‌وار هستند. برعکس انواع غربی که دارای دم‌های پره مانندند.
در سال ۱۹۴۶ اتحاد شوروی دست به ساخت چهار نوع بمب زد که عبارت بودند از بمب ۲۵۰ کیلوگرمی، ۵۰۰ کیلوگرمی، ۱۵۰۰ کیلوگرمی و ۳۰۰۰ کیلوگرمی. این بمب‌ها می‌توانستند از ارتفاع دوازده هزار متری و تا سرعت هزار کیلومتر در ساعت پرتاب شوند. بمب‌های سری ۱۹۴۶ ویژگی‌های بالیستیک ضعیفی در سرعت فراصوت داشتند و ساختارشان شکننده بود. برای بهبود چنین وضعیتی در سال ۱۹۵۶ بمب‌ها با دیواره‌های کلفت‌تری ساخته شده‌اند.
بمب‌های بیش‌پسار در سال ۱۹۵۴ در شش وزن مختلف ساخته شدند: ۲۵۰ کیلوگرم، ۵۰۰ کیلوگرم، ۱۵۰۰ کیلوگرم، ۳۰۰۰ کیلوگرم، ۵۰۰۰ کیلوگرم و ۹۰۰۰ کیلوگرم.
در سال ۱۹۶۲ یک سری جدید بمب‌های کم‌پسار تولید شد که بر روی جایگاه بیرونی هواپیماهای شکاری بمب‌افکن نصب می‌گردیدند. این بمب‌ها در دو وزن ۲۵۰ کیلوگرم و ۵۰۰ کیلوگرم ساخته شدند. هر دو سری ساخته شده در سال‌های ۱۹۵۴، ۱۹۶۲ هنوز کاربرد دارند. معمول‌ترین این بمب‌ها عبارتند از فاب-۱۰۰، فاب-۲۵۰، فاب-۵۰۰، فاب-۷۵۰، فاب-۱۰۰۰ که تا اندازه‌ای قابل مقایسه با سری مارک۸۰ آمریکا هستند. این بمب‌ها به گونهٔ گسترده‌ای در روسیه، کشورهای عضو پیمان ورشو و کشورهای دیگر واردکنندهٔ این بمب‌ها به‌کار رفته‌اند.
در جنگ ایران و عراق، نیروی هوایی عراق بمب‌های فاب-۵۰۰۰ و فاب-۹۰۰۰ را به‌وسیلهٔ بمب‌افکن‌های توپولف-۲۲ بر روی هدف‌های بزرگ و ثابت در ایران پرتاب می‌کرد. در دههٔ ۱۹۸۰ نیروی هوایی شوروی به‌وسیلهٔ بمب‌افکن‌های توپولف-۱۶ و توپولف-۲۲ام تعداد بسیار زیادی بمب فاب-۱۵۰۰، فاب-۳۰۰۰ و فاب-۹۰۰۰ را در حملات به پنجشیر در افغانستان فروریخت.

### بمب‌های چندمنظورهٔ فرانسه
در فرانسه بمب‌های چندمنظوره در وزن‌های اسمی ۵۰ کیلوگرمی تا ۱۰۰۰ کیلوگرمی تولید می‌شوند. معمول‌ترین این بمب‌ها نوع ۲۵۰ کیلوگرمی، ۴۰۰ کیلوگرمی و ۱۰۰۰ کیلوگرمی هستند. این بمب‌ها در فرانسه توسط شرکت ماترا، به فروش می‌رسند.

### سایر کشورها
سایر کشورها از جمله استرالیا، آذربایجان، برزیل، شیلی، یونان، هند، اسرائیل، پاکستان، لهستان، پرتغال، رومانی، آفریقای جنوبی، اسپانیا، سوئد ،ترکیه و ایران بمب‌های مورد نیاز خود را تولید می‌کنند که بیشتر آن‌ها یا نسخه‌های دارای مجوز و تحت لیسانس از سری مارک۸۰ ایالات متحده یا نسخه‌های کپی‌شدهٔ مشابه هستند.